# 刘昌谋
刘昌谋（1943年—），山东文登人，中华人民共和国地震工程师、政治人物，广东省地震局原副局长，中国民主建国会中央委员会原常务委员，第八、九、十届全国政协委员。